# Gekkō (студія)
Gekkō (яп. 合同会社月虹, Kabushiki-gaisha Sutajio Ringusu) — японська анімаційна студія та талант-агентство, розташоване в Сіндзюку, Токіо, засноване у 2017 році.

## Актори озвучування Gekkō
- Кейсуке Кімура
- Акарі Міядзакі
- Місато Аоягі
- Нацу Сірозакі
- Сузуна Кіношіта

## Праця

### Телесеріали
| Назва                                    | Режисер(и)      | Початок випуску | Кінець випуску  | Еп | Нотатки                             | Прм   |
| ---------------------------------------- | --------------- | --------------- | --------------- | -- | ----------------------------------- | ----- |
| My One-Hit Kill Sister                   | Хіроакі Такаґі  | 8 квітня 2023   | 24 червня 2023  | 12 | За мотивами веб-роману Коноє.       | [ 1 ] |
| TenPuru                                  | Кадзуомі Кога   | 9 липня 2023    | 24 вересня 2023 | 12 | За мотивами манґи Кімітаке Йошіока. | [ 2 ] |
| Grandpa and Grandma Turn Young Again     | Масайоші Нісіда | 7 квітня 2024   | 16 червня 2024  | 11 | За мотивами манґи Каґірі Араїдо.    | [ 3 ] |
| A Nobody's Way Up to an Exploration Hero | Томокі Кобаяші  | 6 липня 2024    | 21 вересня 2024 | 12 | За мотивами ранобе Кайто.           | [ 4 ] |
| Demon Lord, Retry! R                     | Кадзуомі Кога   | 5 жовтня 2024   | 21 грудня 2024  | 12 | продовження Demon Lord, Retry!      | [ 5 ] |

### ONA
| Назва              | Директор(и) | Початок випуску | Кінець випуску | Еп | Нотатки             | Прм   |
| ------------------ | ----------- | --------------- | -------------- | -- | ------------------- | ----- |
| Youkoso Dystopia e | Юзо Ямамото | 4 жовтня 2024   | 23 грудня 2024 | 12 | Оригінальна робота. | [ 6 ] |